# Fort La Tour
Le Fort La Tour est un poste de traite fortifié qui est situé dans le port de Saint-Jean au Nouveau-Brunswick.
Charles de Saint-Étienne de La Tour construisit un poste sur le fleuve Saint-Jean qu'il nomma fort Sainte-Marie en 1631.  Jean-Daniel Chaline, un des lieutenants de La Tour, devint commandant de ce premier établissement de la rivière Saint-Jean. La Tour profita de son séjour en France pour recruter des colons destinés à son poste principal, qu’il transféra au fort Sainte-Marie en 1635. 

## Histoire

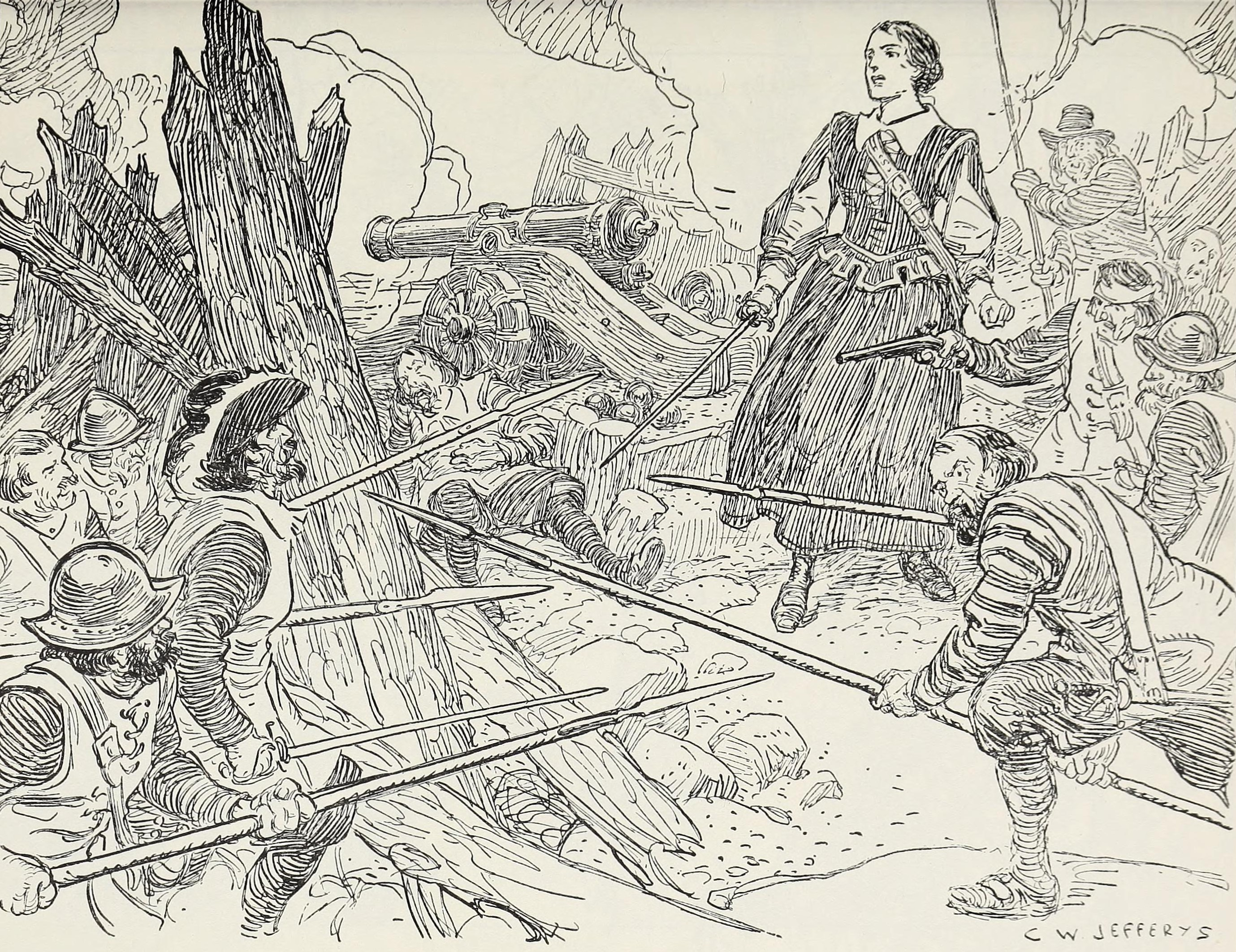
Françoise-Marie Jacquelin défendant le Fort La Tour.

En 1631, Charles de Saint-Étienne de La Tour construit un poste de traite fortifié à l'embouchure du fleuve Saint-Jean qu'il baptise fort Sainte-Marie. Ce fort est situé à un endroit stratégique pour le commerce avec les Malécites, les Micmacs et les Passamaquoddys. Il est aussi finalement stratégiquement situé par rapport à son rival, Charles de Menou d'Aulnay, qui est situé à Port-Royal de l'autre côté de la baie de Fundy. 
En 1645, d'Aulnay profita d'une absence de La Tour pour attaquer le fort. Il fut vaillamment défendu par sa garnison dirigé par la seconde épouse de La Tour, Françoise-Marie Jacquelin. Elle dut se rendre quatre jours plus tard. Une fois entré dans le fort, d'Aulnay brisa les accords de capitulation et massacra toute la garnison et emprisonna Jacquelin, qui meurt quelques jours plus tard.
Le fort a été ensuite détruit à une date inconnue au XVIIe siècle ou au début du XVIIIe siècle.